# Château de Montbrun (Méallet)
Pour les articles homonymes, voir château de Montbrun.
Le château de Montbrun est un château situé en France sur la commune de Méallet, en région Auvergne-Rhône-Alpes.

## Historique
Construit pour défendre la vallée du Mars, le château de Montbrun devient le siège d’une importante seigneurie médiévale. En 1330, Géraud de Grossaldet le transmet par alliance à la famille de Scorailles, puis à la famille de Montclar en 1362. Ces derniers en resteront propriétaires jusqu’en 1789. Détruit par les Espagnols en 1452, il est aussitôt reconstruit. Abandonné en 1756 au profit du château de La Trémolière, il se dégrade peu à peu et est en partie ruiné à la Révolution. Il est restauré au XIXe siècle,.

### Protection
Le château est inscrit au titre des monuments historiques par arrêté du 26 janvier 1998.

## Description
En 1683, le château possède un donjon crénelé, plusieurs tours, et un intérieur richement meublé, notamment une salle d’archives. Guy III de Montclar commande des tapisseries représentant les châteaux de Montbrun et de Cordès, ornées des blasons familiaux.